# فو چی فانگ
فو چی فانگ (انگلیسی: Fu Chi Fong؛ زادهٔ ۱۹۲۳ - درگذشته ۱۶ آوریل ۱۹۶۸) یک بازیکن تنیس روی میز اهل هنگ کنگ بود که در مسابقات کشوری و بین‌المللی در مجموع برنده ۲ مدال طلا، ۳ مدال برنز شد.